# Corethrella brunnea
Corethrella brunnea är en tvåvingeart som beskrevs av Art Borkent 2008. Corethrella brunnea ingår i släktet Corethrella och familjen Corethrellidae. Inga underarter finns listade i Catalogue of Life.